# Bezděkov (Nadějkov)
Bezděkov (německy Besdiekau) je malá vesnice, část obce Nadějkov v okrese Tábor v Jihočeském kraji. Nachází se asi 2,5 kilometru severně od Nadějkova. Je zde evidováno 12 adres. V roce 2011 zde trvale žilo třináct obyvatel.
Bezděkov leží v katastrálním území Starcova Lhota o výměře 6,06 km².

## Historie
První písemná zmínka o vesnici pochází z roku 1654.

## Obyvatelstvo
| Rok            | 1869 | 1880 | 1890 | 1900 | 1910 | 1921 | 1930 | 1950 | 1961 | 1970 | 1980 | 1991 | 2001 | 2011 | 2021 |
| -------------- | ---- | ---- | ---- | ---- | ---- | ---- | ---- | ---- | ---- | ---- | ---- | ---- | ---- | ---- | ---- |
| Počet obyvatel | 66   | 80   | 76   | 78   | 62   | 63   | 57   | 50   | 39   | 31   | 28   | 14   | 21   | 13   | 11   |
| Počet domů     | 9    | 10   | 13   | 13   | 13   | 13   | 13   | 11   | 11   | 10   | 10   | 9    | 16   | 16   | 11   |

## Obecní správa
Při sčítání lidu v letech 1850–1879 Bezděkov byl osadou obce Nadějkov v okrese Sedlčany. V letech 1880–1963 byl osadou obce Starcova Lhota, se kterým patřila nejprve do okresu Sedlčany, ale v roce 1950 v okrese Milevsko. Od roku 1964 je opět částí obce Nadějkov v okrese Písek, ale od 24. listopadu 1990 v okrese Tábor.

## Pamětihodnosti
- Kamenná zvonice z roku 1935 zasvěcená Panně Marii se nachází přímo ve vesnici. Obraz Panny Marie je umístěný v prosklené nice ve spodní části zvonice.
- Vedle zvonice se nalézá kříž. Na patě kříže nad hlavou andělíčka je umístěná kulatá deska s nápisem Pochválen buď Ježíš Kristus.

## Galerie

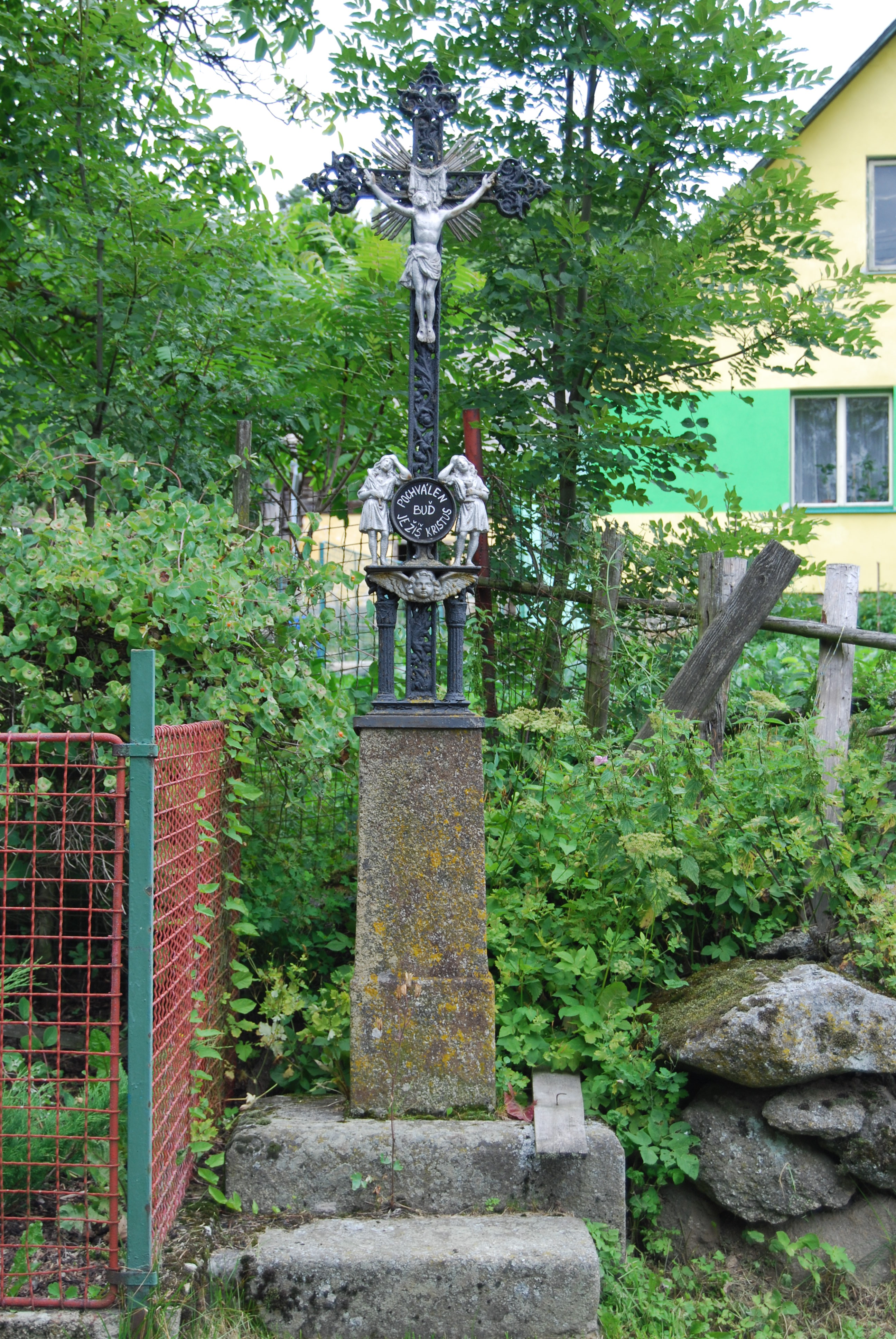
Kříž vedle zvonice
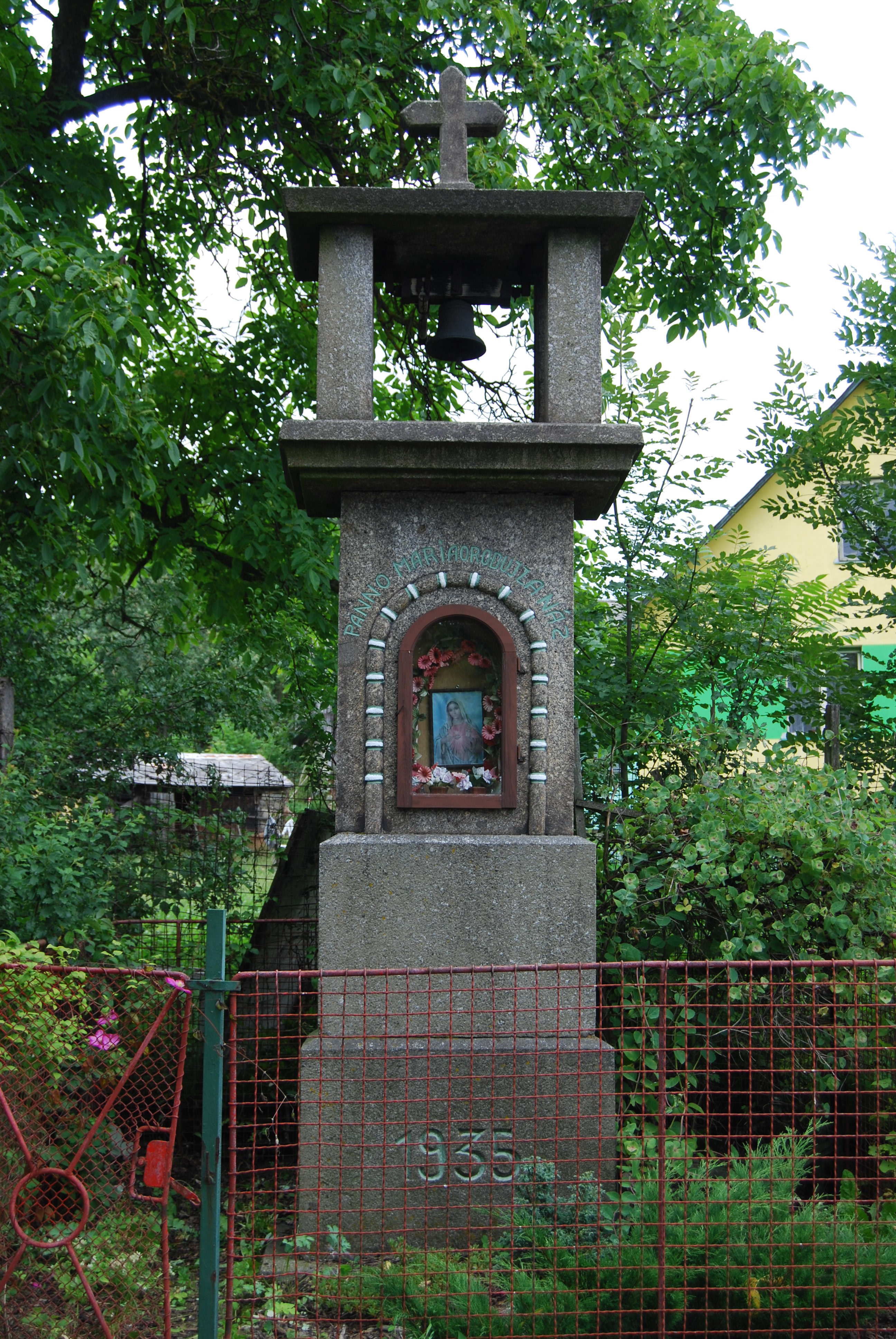
Zvonice ve vsi
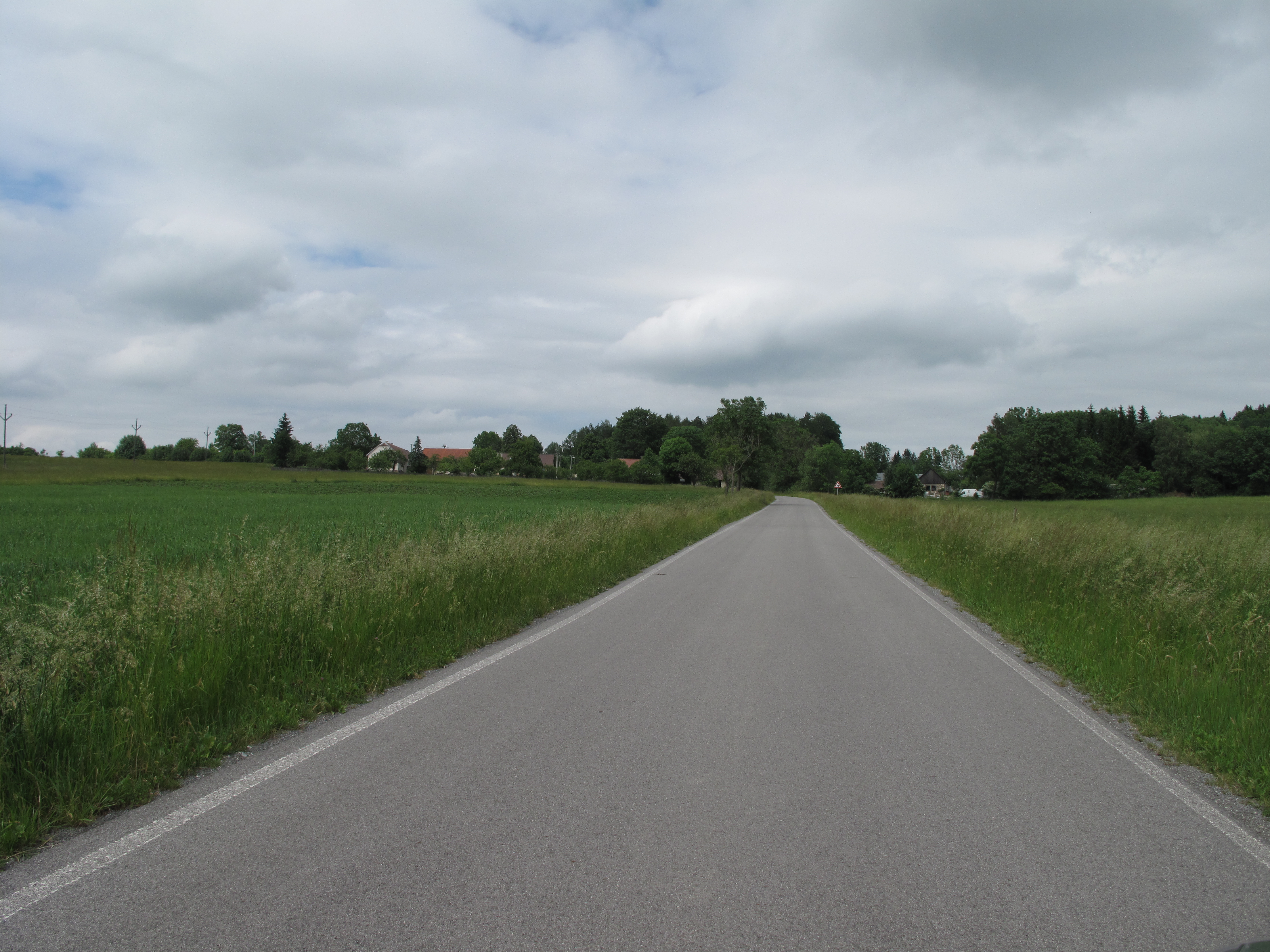
Pohled z dáli
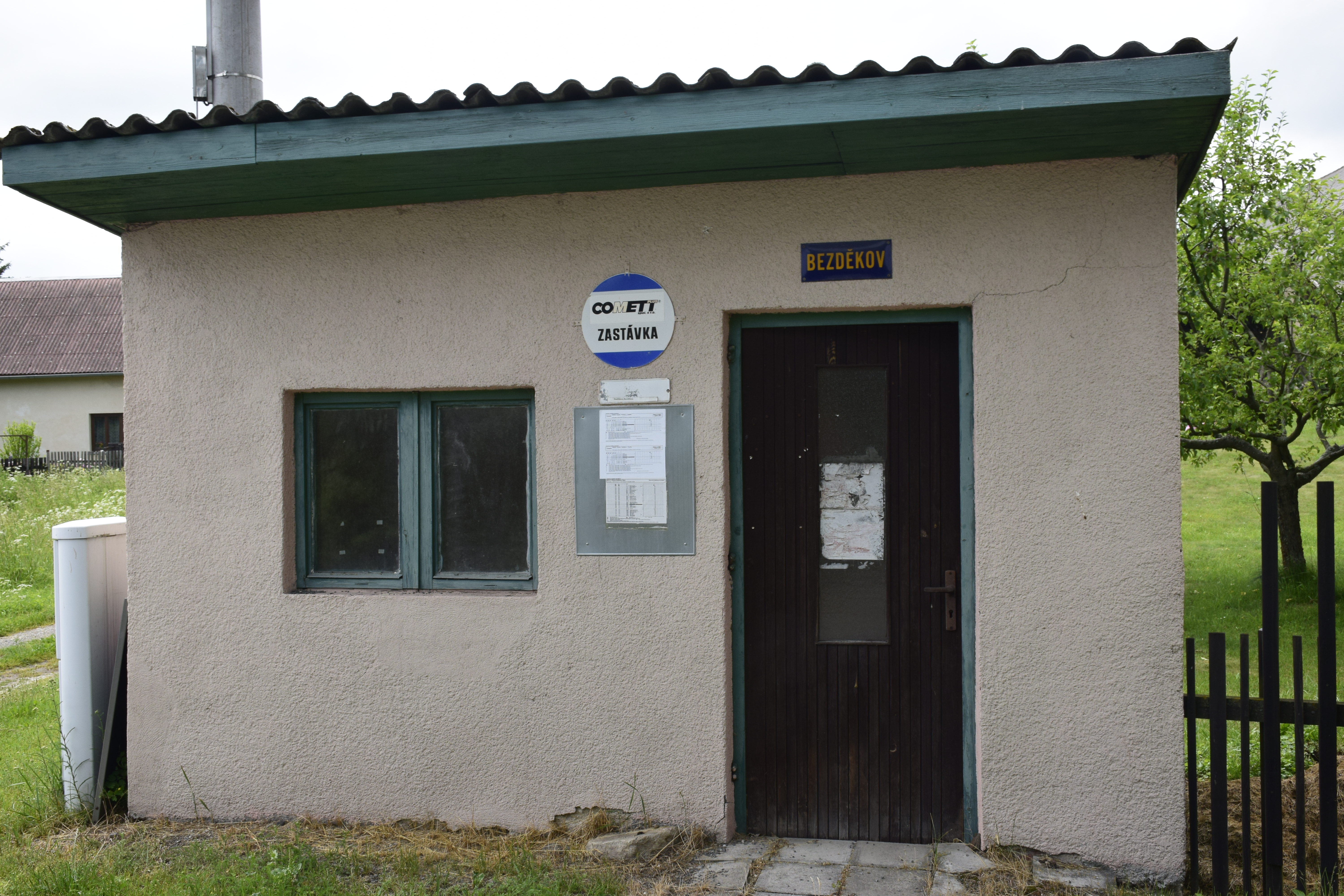
Autobusová zastávka